# Underberg-Bad
Das Underberg-Bad ist ein Freibad in der nordrhein-westfälischen Stadt Rheinberg am Niederrhein. Das 1954 erbaute Bad befindet sich im historischen Stadtpark, ist überwiegend original erhalten und steht unter Denkmalschutz.

## Geschichte
Das knapp drei Hektar große, annähernd viereckige Schwimmbadgelände befindet sich im Stadtpark der Stadt Rheinberg südwestlich des historischen Stadtzentrums. Im Osten wird es durch den Moersbach, im Westen durch die Anlage des Spanischen Vallans und im Süden durch die Bahnstrecke Rheinberg–Moers der Moerser Kreisbahn begrenzt. Im Norden öffnet sich das Areal zum Stadtpark. Auf demselben Gelände befand sich bereits das Vorgängerbad von 1935.
Da das Bad überwiegend durch Spenden finanziert wurde, sollten die Kosten für den Bau möglichst gering gehalten werden. Die in Rheinberg mit ihrem Spirituosen-Unternehmen ansässige Familie Emil Underbergs spendete den Großteil des benötigten Betrags. Bis heute ist das Bad deshalb namentlich mit Underberg verbunden. Aufgrund dessen wurden bereits bei der Eröffnung Parallelen zu dem bekannten, 1933 von der Familie Opel gestifteten Opelbad in Wiesbaden gezogen. Mit der Planung des Underberg-Bades wurde der Bonner Architekt Christian Bauer beauftragt. Unter den begrenzten finanziellen Ressourcen setzte er in seinem Entwurf auf eine möglichst anschauliche, aber schlicht gehaltene Architektur. Die Bauarbeiten begannen am 7. April 1954, die feierliche Eröffnung des Underberg-Bads fand bereits am 15. August 1954 statt.
Am 16. März 1995 wurde das Underberg-Bad inklusive des Hauptgebäudes, des Filterhauses, der drei Schwimmbecken mit ihrer original erhaltenen Ausstattung sowie der Umfriedung des Geländes als Baudenkmal unter der Nummer 178 in die Denkmalliste der Stadt Rheinberg eingetragen.
| Jahr | Besucherzahl         |
| ---- | -------------------- |
| 2018 | mehr als 34.492      |
| 2019 | 32.801               |
| 2020 | 11.565               |
| 2021 | 16.992               |
| 2022 | mehr als 12.323      |
| 2023 | nicht veröffentlicht |
| 2024 | ca. 22.000           |

In den Jahren 2018 und 2019 kamen weit mehr als 30.000 Besucher pro Jahr in das Underberg-Bad, Anfang August 2018 wurde ein Besucherrekord aufgestellt. Zwischen 2020 und 2022 waren die Öffnungszeiten zunächst aufgrund der COVID-19-Pandemie in Deutschland, dann aufgrund von Personalmangel zum Teil stark eingeschränkt und die Besucherzahlen verringerten sich um mehr als die Hälfte. 2023 normalisierte sich der Betrieb wieder.

## Beschreibung und Ausstattung

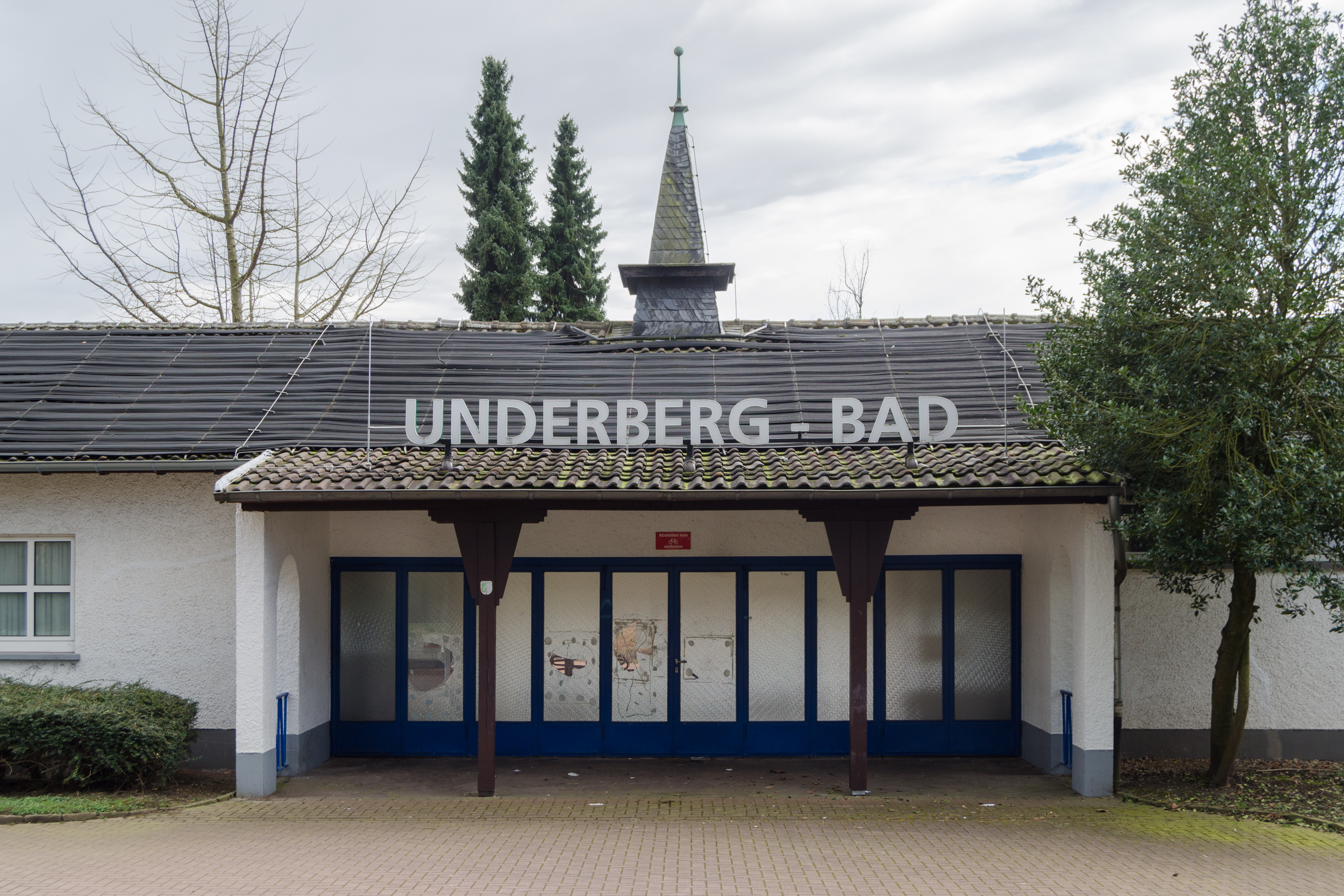
Haupteingang mit Uhrenturm (2016)

Das Hauptgebäude befindet sich an der Nordostecke des Geländes. Es beinhaltet die Eingangshalle, Umkleideräume, sanitäre Anlagen, Nebenräume und das Café. Der Grundriss des Baus ist mehrfach rechtwinklig gebrochen. Er ist eingeschossig, verputzt und hat ein abgewalmtes Satteldach. Auf der Innenseite ist die umlaufende, offene Galerie mit Holzständern als Stützen ein markantes architektonisches Element. Der Eingangsbereich des Hauptgebäudes richtet sich direkt zur Hauptachse des Stadtparks. Er ist zusätzlich durch die Abschleppung des Satteldaches sowie einen mittig platzierten, schieferverkleideten Dachreiter als Uhrenturm hervorgehoben. Wie auf der Innenseite finden sich hier stützende Holzständer. Das Café befindet sich vorgelagert am Südende des langstreckten Umkleidetrakts. Dessen Terrasse wurde künstlich angelegt und bietet für über 500 Personen Platz. Das in der Formensprache des Hauptgebäudes gehaltene Filterhaus befindet sich neben diesem an der Nordseite des Geländes.
Das Underberg-Bad verfügt über drei Schwimmbereiche: das 770 m² große, nierenförmig geschwungene Nichtschwimmerbecken mit einer Wasserrutsche, das ebenfalls nierenförmige Planschbecken sowie das 1.050 m² große Schwimmerbecken mit einem rechteckigen Grundriss von 50 mal 21 Metern. Es hat acht Startbahnen, zwei Einmeterbretter und einen Sprungturm mit zwei Zweimeterbrettern und einem Fünfmeterbrett. Die originale Ausstattung der Becken von 1954 ist erhalten.
2021 wurde die Rutsche des Nichtschwimmerbeckens gesperrt, nachdem ein Gutachten zur Risikoanalyse und -bewertung ergeben hatte, dass die Wassertiefe am Rutschenende etwa zehn Zentimeter zu gering sei und somit eine Unfallgefahr bestünde. In der Kommunalpolitik wurden in der Folge eine Verlängerung der Rutsche, eine Tieferlegung des Schwimmbeckens und ein Neubau der Rutsche diskutiert. Unter anderem aufgrund der schwierigen Umsetzbarkeit und der hohen Kosten konnte sich der Stadtrat auf keine Lösung einigen. 2023 konnte die Rutsche ohne bauliche Veränderungen wiedereröffnet werden, nachdem ein Warnschild an der Rutsche angebracht worden war.
Das Freibad ist witterungsabhängig von etwa Mitte Mai bis etwa Mitte September geöffnet. Kurz nach dem Ende der Freibadsaison findet traditionell ein Hundeschwimmen im Underberg-Freibad statt. Während der Schließung hat das Solvay-Hallenbad am Friedrich-Stender-Weg nordwestlich der Innenstadt geöffnet.